# 名古屋市立豊臣小学校
名古屋市立豊臣小学校（なごやしりつ とよとみしょうがっこう）は、愛知県名古屋市中村区森末町にある公立小学校。校名は学区が豊臣秀吉ゆかりの地であることから名付けられた。2011年度の全児童数は137人。小規模校解消のために諏訪小学校との統合が検討されている。

## 沿革
- 1958年（昭和33年）
  - 4月 - 中村小学校より独立。
  - 10月 - 校歌制定。
- 1959年（昭和34年）9月 - 伊勢湾台風により甚大な被害を受ける。
- 1960年（昭和35年）4月 - 名古屋市教育委員会より「道徳教育研究指定校」の委託を受ける。
- 1966年（昭和41年）12月 - 体育館兼講堂竣工。
- 1968年（昭和43年）7月 - プール竣工。
- 1978年（昭和53年）3月 - 給食調理室完工。
- 1986年（昭和61年）4月 - 名古屋市教育委員会より「体力づくり実践校」の委託を受ける。
- 1987年（昭和62年）4月 - 名古屋市教育委員会より「豊かな心を育てる活動推進事業」の委託を受ける。名古屋市社会福祉協議会より「社会福祉協力校」の委嘱を受ける。
- 2013年（平成25年）11月 - 日本PTA全国協議会より表彰。